# Земская почта Лубенского уезда
Зе́мская по́чта Лубе́нского уе́зда — земская почта, организованная земской управой Лубенского уезда Полтавской губернии. Земская почта Лубенского уезда существовала с 1879 года. В уезде выпускались собственные земские почтовые марки.

## История почты
Лубенская уездная земская почта была открыта 20 февраля 1879 года. Пересылка почтовых отправлений осуществлялась из уездного центра (города Лубны) в большинство волостей уезда по трём трактам дважды в неделю. Оплата доставки частных почтовых отправлений производилась земскими почтовыми марками.

## Выпуски марок
Выпущенные в 1879 году лубенские земские почтовые марки были номиналом 5 копеек. У первых выпусков земских марок уезда в центре была графа для указания порядкового номера регистрации, который проставлялся чернилами. Печать марок производилась в частных типографиях, а вышедший в 1903 году последний выпуск Лубенской земской почты был напечатан в Экспедиции заготовления государственных бумаг.

## Гашение марок
Гашение марок осуществлялось чернилами (перечёркиванием) и круглым штампом.